# Liste der Baudenkmäler in Ohlstadt
Auf dieser Seite sind die Baudenkmäler in der oberbayerischen Gemeinde Ohlstadt zusammengestellt. Diese Tabelle ist eine Teilliste der Liste der Baudenkmäler in Bayern. Grundlage ist die Bayerische Denkmalliste, die auf Basis des Bayerischen Denkmalschutzgesetzes vom 1. Oktober 1973 erstmals erstellt wurde und seither durch das Bayerische Landesamt für Denkmalpflege geführt wird. Die folgenden Angaben ersetzen nicht die rechtsverbindliche Auskunft der Denkmalschutzbehörde.

## Baudenkmäler nach Ortsteilen

### Ohlstadt
| Lage                                | Objekt                                     | Beschreibung | Akten-Nr.               | Bild                      |
| ----------------------------------- | ------------------------------------------ | --- | ----------------------- | ------------------------- |
| Am Dorfbach 4 (Standort)            | Bauernhaus                                 | Zweigeschossiger Satteldachbau mit Kniestock, verputzten Blockbau-Teilen und beidseitigem Traufbundwerk, Ende 18. Jahrhundert | D-1-80-127-10           | Bauernhaus                |
| Am Dorfbach 10/10a (Standort)       | Ehemaliges Kleinbauern- und Handwerkerhaus | Schmaler, traufständiger Satteldachbau mit Blockbau-Obergeschoss, im Kern frühes 18. Jahrhundert, aufgesteiltes Satteldach und Giebelbalkon 19. Jahrhundert                                                                                         | D-1-80-127-46           | weitere Bilder            |
| Bichlrain (Standort)                | Gedenkstein „Teufelssäule“                 | Hoher Kalksteinpfeiler über Stufensockel mit laternenartigem Aufsatz und Inschriftentafel, bezeichnet 1686; nordwestlich am Feldweg nach Schwaiganger.                                                                                              | D-1-80-127-47           | Gedenkstein„Teufelssäule“ |
| Boschet (Standort)                  | Boschet-Kapelle                            | Barocker Satteldachbau, 17. Jahrhundert; mit Ausstattung | D-1-80-127-6            | weitere Bilder            |
| Boschet (Standort)                  | Kreuzweg                                   | Fünf bildstockartige Satteldachhäuschen, nach 1874; südlich von Buchenried in der Flur. | D-1-80-127-6 zugehörig  | weitere Bilder            |
| Breitenweg (Standort)               | Bildstock St. Joseph                       | Kleiner Pultdachbau mit Fresko, 18./19. Jahrhundert; Ortsausgang nach Eschenlohe. | D-1-80-127-8            | weitere Bilder            |
| Fieberkirchweg 20 (Standort)        | Ehemaliges Klausner- und Mesnerhaus        | Erdgeschossiger kleiner Satteldachbau mit Kniestock, 2. Hälfte 18. Jahrhundert | D-1-80-127-13           | weitere Bilder            |
| Fieberkirchweg 20 (Standort)        | Fieberkirchl                               | Barocker Satteldachbau mit verschindeltem Zwiebel-Dachreiter, erbaut 1640, 1778 erneuert; mit Ausstattung | D-1-80-127-5            | weitere Bilder            |
| Hagrain (Standort)                  | Hagrainkapelle                             | Steildachbau mit verschindeltem Giebelfeld, 1765; mit Ausstattung; 750 m östlich vom Ort. | D-1-80-127-7            | Hagrainkapelle            |
| Hagrainstraße 1 (Standort)          | Ehemaliges Kleinbauernhaus                 | Wohnteil eines ehemaligen Kleinbauernhauses, zweigeschossiger Blockbau mit Satteldach und Lauben, 2. Hälfte 17. Jahrhundert, Giebel bezeichnet 1859.                                                                                                | D-1-80-127-14           | weitere Bilder            |
| Hauptstraße 7 (Standort)            | Bauernhaus                                 | Flachsatteldach mit Blockbau-Obergeschoss, Laube, Zier- und Vorbund, 1. Hälfte 18. Jahrhundert | D-1-80-127-15           | Bauernhaus                |
| Hauptstraße 13 (Standort)           | Katholische Pfarrkirche St. Laurentius     | Barocker Saalraum mit eingezogenem halbrundem Chor und nördlichem Zwiebelturm, von Joseph Schmuzer, um 1730; mit Ausstattung | D-1-80-127-1            | weitere Bilder            |
| Hauptstraße 13 (Standort)           | Beinhaus                                   | Kleiner offener Pultdachbau mit Malereien, 17./18. Jahrhundert | D-1-80-127-1 zugehörig  | Beinhaus                  |
| Hauptstraße 13 (Standort)           | Grabkapelle Kaulbachgruft                  | Neubarocker geschweifter Satteldachbau, um 1900; mit Ausstattung | D-1-80-127-1 zugehörig  | GrabkapelleKaulbachgruft  |
| Hauptstraße 13 (Standort)           | Lourdesgrotte                              | Weiträumige steinerne Grottenanlage, um 1900; beim Friedhof. | D-1-80-127-4            | Lourdesgrotte             |
| Hauptstraße 24 (Standort)           | Getreidekasten                             | Erdgeschossiger Blockbau, 2. Hälfte 17. Jahrhundert, Überbau später. | D-1-80-127-16           | Getreidekasten            |
| Heimgartenstraße 2 (Standort)       | Kleinbauernhaus                            | Flachsatteldachbau mit zwei Blockbau-Obergeschossen, zwei zweiseitig umlaufenden Lauben und verschaltem Vordach, 2. Hälfte 17. Jahrhundert | D-1-80-127-17           | weitere Bilder            |
| Heimgartenstraße 7/9 (Standort)     | Doppelhaus                                 | Flachsatteldachbau mit Blockbau-Obergeschoss, dreiseitig umlaufender Laube und südseitigem Zierbund, 1. Hälfte 18. Jahrhundert, Haustür an Nr. 9 Mitte 19. Jahrhundert                                                                              | D-1-80-127-18           | Doppelhaus                |
| Heimgartenstraße 29 (Standort)      | Wohnhaus                                   | Erdgeschossiger historisierender Mansardwalmdachbau mit Eckrisaliten und Putzgliederung, wohl 2. Viertel 19. Jahrhundert | D-1-80-127-19           | Wohnhaus                  |
| Heimgartenstraße 31 (Standort)      | Kleines Landhaus                           | Erdgeschossiger kleiner Zollingerdachbau mit hohem Kniestock und östlichem niedrigerem Mansardwalmdach-Anbau, von Joseph Rauch, 1901, Anbau von Heinrich Roeckl 1912.                                                                               | D-1-80-127-20           | Kleines Landhaus          |
| Heimgartenstraße 33 (Standort)      | Landhaus                                   | Zweigeschossiger historisierender Schopfwalmdachbau mit Balkon, Altane, Treppenturm und Fassadenmalerei, wohl Ende 19. Jahrhundert | D-1-80-127-21           | Landhaus                  |
| Josefstraße 31 (Standort)           | Kleinbauernhaus                            | Zweigeschossiger Flachsatteldachbau mit Kniestock, traufseitiger Laube und Zierbund, 2. Hälfte 18. Jahrhundert | D-1-80-127-22           | weitere Bilder            |
| Josefstraße 37 (Standort)           | Bauernhaus                                 | Zweigeschossiger stattlicher Flachsatteldachbau mit Hochlaube, Zier-, Vorbund, Traufbundwerk und Fassadenmalerei, bezeichnet 1779. | D-1-80-127-23           | weitere Bilder            |
| Kaulbachstraße 22 (Standort)        | Atelierhaus                                | Heimatstiliger Flachsatteldachbau teilweise mit Bundwerk-Obergeschoss, weit vorspringendem Schopfwalmdach-Risalit, Erkern, Lauben und Zierbünden, nach Entwürfen von Friedrich August von Kaulbach, 1893, 1902 und 1911 erweitert; mit Ausstattung. | D-1-80-127-24           | weitere Bilder            |
| Ledergasse 3/5 (Standort)           | Doppelbauernhaus                           | Giebelgeteilter breit gelagerter Flachsatteldachbau mit Blockbau-Obergeschoss, Laube und östlichem Zierbund, Ende 17. Jahrhundert, Zierbund 2. Hälfte 18. Jahrhundert                                                                               | D-1-80-127-25           | Doppelbauernhaus          |
| Ledergasse 6 (Standort)             | Bauernhaus                                 | Zweigeschossiger Flachsatteldachbau mit Hochlaube, Zierbund und traufseitiger Mittertenne, Ende 18. Jahrhundert | D-1-80-127-26           | Bauernhaus                |
| Rauheckweg 1 (Standort)             | Bauernhaus                                 | Satteldachbau mit Blockbau-Obergeschoss, -Kniestock, Laube und teilverschalter Hochlaube, im Kern 18. Jahrhundert, Dachaufbau später. | D-1-80-127-27           | Bauernhaus                |
| Rauheckweg 6 (Standort)             | Teil eines Doppelhauses                    | Flachsatteldachbau mit verputztem Blockbau-Obergeschoss, vorgezogenem Giebelteil, Laube und verschaltem Vordach, im Kern Ende 16. Jahrhundert | D-1-80-127-28           | Teil eines Doppelhauses   |
| Schwaigangerstraße 3 (Standort)     | Bauernhaus                                 | Zweigeschossiger Flachsatteldachbau mit neubarocker Fassadenmalerei, im Stil um 1780 neugemalt. | D-1-80-127-29           | weitere Bilder            |
| Schwaigangerstraße 5 (Standort)     | Bauernhaus                                 | Zweigeschossiger Satteldachbau mit Laube, Giebelluken und nordseitigem Traufbundwerk, im Kern Ende 18. Jahrhundert, bezeichnet 1889. | D-1-80-127-30           | Bauernhaus                |
| Schwaigangerstraße 9 (Standort)     | Bauernhaus                                 | Satteldachbau mit verputztem Blockbau-Obergeschoss, -Kniestock, Laube und verbrettertem Giebelfeld, im Kern 18. Jahrhundert, Haustür Mitte 19. Jahrhundert                                                                                          | D-1-80-127-31           | weitere Bilder            |
| Toni-Pensperger-Straße 1 (Standort) | Ehemaliges Bauernhaus                      | Satteldachbau mit teilweise offenem Blockbau-Obergeschoss, Hochlaube und Zierbund, 2. Hälfte 18. Jahrhundert | D-1-80-127-35           | Ehemaliges Bauernhaus     |
| Toni-Pensperger-Straße 1 (Standort) | Getreidekasten                             | Erdgeschossiger Blockbau, 2. Hälfte 16. Jahrhundert | D-1-80-127-35 zugehörig | weitere Bilder            |
| Unterdorfstraße 13 (Standort)       | Bundwerk                                   | Traufbundwerk am Haus, 2. Hälfte 18. Jahrhundert | D-1-80-127-37           | weitere Bilder            |
| Unterdorfstraße 13 (Standort)       |                                            | Erdgeschossiger Blockbau gegenüber Haupthaus, 2. Hälfte 17. Jahrhundert, Überbau 1. Hälfte 19. Jahrhundert | D-1-80-127-37 zugehörig | weitere Bilder            |
| Unterdorfstraße 9 (Standort)        | Bauernhaus                                 | Zweigeschossiger Flachsatteldachbau mit traufseitiger Laube und Zierbund, 3. Viertel 18. Jahrhundert | D-1-80-127-36           | weitere Bilder            |

### Buchenried
| Lage                                | Objekt                    | Beschreibung | Akten-Nr.     | Bild |
| ----------------------------------- | ------------------------- | --- | ------------- | ---- |
| Partenkirchner Straße 55 (Standort) | Ehemaliges Bahnwärterhaus | erdgeschossiger Massivbau mit vorkragendem, holzverschaltem Dachgeschoss, Flachsatteldach, Giebellauben und Eckerker, wohl Emanuel von Seidl, innen bez. 1910. | D-1-80-127-49 | BW   |

### Pömetsried
| Lage                     | Objekt  | Beschreibung | Akten-Nr.     | Bild    |
| ------------------------ | ------- | --- | ------------- | ------- |
| Pömetsried 1 (Standort)  | Gutshof | Langgestreckter Satteldachbau mit Bundwerkteil und Blockwand am giebelseitigen Obergeschoss, Laube und verschaltem Giebelfeld, im Kern wohl 3. Viertel 18. Jahrhundert, Umbau und Erweiterung des Stallbereichs nach 1812. | D-1-80-127-40 | Gutshof |
| Kapellenanger (Standort) | Kapelle | Satteldachbau 19. Jahrhundert; mit Ausstattung | D-1-80-127-39 | Kapelle |

### Schwaiganger
| Lage                       | Objekt                                           | Beschreibung | Akten-Nr.               | Bild                                             |
| -------------------------- | ------------------------------------------------ | --- | ----------------------- | ------------------------------------------------ |
| Schwaiganger 1 (Standort)  | Haupt- und Landgestüt Schwaiganger               | 1780–90 Witwensitz der Herzogin Maria Anna, 1808–1918 militärischer Fohlenhof und Remontendepot, jetzt Stammgestüt; Hauptgebäude, jetzt Verwaltungsgebäude mit Gasthaus, zweigeschossiger dreiflügeliger Walmdachbau, um 1773/76, im Kern älter, Mitteltrakt 1936, Osttrakt 1986 nach Brand teils erneuert, mit Erweiterungsbau im Norden 2. Hälfte 20. Jahrhundert | D-1-80-127-41           | weitere Bilder                                   |
| Schwaiganger 1 (Standort)  | Wohn- und Remisengebäude                         | Zweigeschossiger Flachsatteldachbau mit segmentbogigen Toren, bezeichnet 1867. | D-1-80-127-41 zugehörig | BW                                               |
| Schwaiganger 1 (Standort)  | Magazin                                          | Zweigeschossige Eisenbetonbauten mit Flachsatteldächern und Lisenen, von Lorentz, 1914 und 1915. | D-1-80-127-41 zugehörig | Magazin                                          |
| Schwaiganger 7 (Standort)  | Zwei Remontenstallung                            | Erdgeschossige langgestreckte Flachsatteldachbauten mit Gauben, von Th. Habenschmied, 1891 und 1898; | D-1-80-127-41 zugehörig | Zwei Remontenstallung                            |
| Schwaiganger 23 (Standort) | Beamtenwohnhaus                                  | Zweigeschossiger geschlämmter Ziegelbau mit Flachsatteldach, durchfenstertem Kniestock und historisierender Putzgliederung, von Th. Habenschmied, 1890, 1914 umgebaut von Lorentz | D-1-80-127-41 zugehörig | Beamtenwohnhaus                                  |
| Schwaiganger 51 (Standort) | Drei Remontenstallungen mit Gestütswärterwohnung | Erdgeschossige Eisenbetonbauten mit Flachsatteldächern und Balkon am Wohnteil, von Lorentz, 1909, bezeichnet 1913 und 1915 | D-1-80-127-41 zugehörig | Drei Remontenstallungen mit Gestütswärterwohnung |

### Weichs
| Lage                | Objekt                             | Beschreibung | Akten-Nr.               | Bild           |
| ------------------- | ---------------------------------- | --- | ----------------------- | -------------- |
| Weichs 6 (Standort) | Katholische Filialkirche St. Georg | Barocker Saalbau mit nördlichem Zwiebelturm, im Kern spätgotisch, Chor 1607 und Langhaus 1665 erneuert; mit Ausstattung | D-1-80-127-43           | weitere Bilder |
| Weichs 6 (Standort) | Friedhofsmauer                     | Aus Klaubsteinen mit Tuffdeckplatten, 18. Jahrhundert                                                                   | D-1-80-127-43 zugehörig | Friedhofsmauer |

## Ehemalige Baudenkmäler
In diesem Abschnitt sind Objekte aufgeführt, die früher einmal in der Denkmalliste eingetragen waren, jetzt aber nicht mehr. Objekte, die in anderem Zusammenhang also z. B. als Teil eines Baudenkmals weiter eingetragen sind, sollen hier nicht aufgeführt werden. Aktennummern in diesem Abschnitt sind ehemalige, jetzt nicht mehr gültige Aktennummern.

| Lage                                      | Objekt          | Beschreibung                                                                              | Akten-Nr.     | Bild            |
| ----------------------------------------- | --------------- | ----------------------------------------------------------------------------------------- | ------------- | --------------- |
| Ohlstadt Am Dorfbach 1 (Standort)         | Bauernhaus      | Zweigeschoßiger Flachsatteldachbau mit Laube und Traufbundwerk, 2. Hälfte 18. Jahrhundert | D-1-80-127-9  | Bauernhaus      |
| Ohlstadt Am Dorfbach 5 (Standort)         | Bundwerk        | Altes Traufbundwerk am Wirtschaftsteil, Ende 18. Jahrhundert                              | D-1-80-127-11 | Bundwerk        |
| Ohlstadt Am Dorfbach 6 (Standort)         | Haustür         | Mitte 19. Jahrhundert                                                                     | D-1-80-127-12 | Haustür         |
| Ohlstadt Schwaigangerstraße 10 (Standort) | Kleinbauernhaus | Im Kern verputzter Blockbau des 17./18. Jahrhundert, Putzgliederung Mitte 19. Jahrhundert | D-1-80-127-32 | Kleinbauernhaus |
| Ohlstadt Schwaigangerstraße 14 (Standort) | Bundwerk        | Traufbundwerk Anfang 19. Jahrhundert                                                      | D-1-80-127-33 | weitere Bilder  |
| Ohlstadt Wundergasse 1 (Standort)         | Bundwerk        | Traufbundwerk Anfang 19. Jahrhundert                                                      | D-1-80-127-34 | Bundwerk        |
| Weichs Weichs 4 (Standort)                | Getreidekasten  | Zweigeschossig, 17./18. Jahrhundert                                                       | D-1-80-127-42 | Getreidekasten  |